# 생바르텔레미 축구 국가대표팀
생바르텔레미 축구 국가대표팀은 프랑스의 해외 영토 가운데 하나인 생바르텔레미의 축구팀이다. 이 팀은 2010년 7월 3일 생마르탱과의 경기에서 국제 경기 데뷔전을 치뤘고 FIFA와 북중미카리브 축구 연맹 회원국이 아니기 때문에 FIFA 월드컵과 CONCACAF 골드컵에 참가할 수 없다. 주로 국제 경기는 친선전만 진행하고 있으며 현재 8경기에서 3승 1무 4패를 기록하고 있다.